# Sticlăria (okręg Jassy)
Sticlăria – wieś w Rumunii, w okręgu Jassy, w gminie Scobinți. W 2011 roku liczyła 1932 mieszkańców.